# Tàngara melera lluenta
El tàngara melera lluenta (Cyanerpes lucidus) és un ocell de la família dels tràupid (Thraupidae).

## Hàbitat i distribució
Habita la selva pluvial i vegetació secundària a les terres baixes pel vessant del Carib de Mèxic, a Chiapas, Guatemala, Belize, Hondures i Nicaragua i pel vessant del Pacífic al Salvador. També a ambdues vessants de Costa Rica i Panamà i l'extrem nord-oest de Colòmbia.